# Nagia leucocelis
Nagia leucocelis är en fjärilsart som beskrevs av Paul Mabille 1880. Nagia leucocelis ingår i släktet Nagia och familjen nattflyn. Inga underarter finns listade i Catalogue of Life.